# Боніфіка (стадіон)
Боніфіка (словен. Bonifika) — футбольний стадіон у місті Копер, Словенія. Споруда входить до складу спортивного комплексу до якого також входять: легкоатлетичний стадіон, критий зал і критий басейн. Стадіон є домашнім для футбольного клубу «Копер» та національної збірної Словенії. Місткість стадіону — 4 047 місць.
На стадіоні також проходять різноманітні культурні заходи.

## Матчі національної збірної Словенії
| Дата              | Статус матчу     | Збірна             | Рахунок | Глядачі |
| ----------------- | ---------------- | ------------------ | ------- | ------- |
| 28 лютого 2001    | Товариський матч | Уругвай            | 0–2     | 4,000   |
| 17 листопада 2010 | Товариський матч | Грузія             | 1–2     | 4,000   |
| 29 лютого 2012    | Товариський матч | Шотландія          | 1–1     | 3,983   |
| 23 березня 2016   | Товариський матч | Північна Македонія | 1–0     | 3,500   |
| 4 червня 2021     | Товариський матч | Гібралтар          | 6–0     | 1,035   |

## Інші заходи
7 липня 1996 року на стадіоні відбувся концерт канадського рок-музиканта Браяна Адамса.